# Мун У Джин
Мун У Джин (кор. 문우진; род. 19 февраля 2009 года, Инчхон, Республика Корея) — южнокорейский актёр. Дебютировал в кино в 2016 году и с тех пор снялся во множестве телевизионных сериалов. Его первая известная работа — роль в сериале «Что случилось с секретарём Ким» (2018). Также он участвовал в таких проектах, как «Поезд в Пусан 2: Полуостров», «Бродяга», «После первого брака», «Школа 2021». «Дива с необитаемого острова» и «Чёрные монахини». Номинант на престижную премию «Пэксан» (2025)

## Ранняя жизнь и карьера
Мун У Джин родился 19 февраля 2009 года в Инчхоне, Республика Корея. Его первое публичное появление состоялось в 2016 году в рекламном ролике авиакомпании Jeju Air для их музея «Space Museum». Дебютировал в кино в том же году, появившись в специальном эпизоде телесериала SBS «Наша Кап Сун». Мун сотрудничает с агентством по управлению артистами T-One Entertainment.
Он начал получать широкую известность благодаря своей роли молодого главного героя в драме 2018 года «Что случилось с секретарём Ким». В 2020 году Мун снялся в семейной драме выходного дня KBS «После первого брака» и впервые был удостоен награды как лучший молодой актёр на церемонии вручения наград KBS Drama Awards 2020.

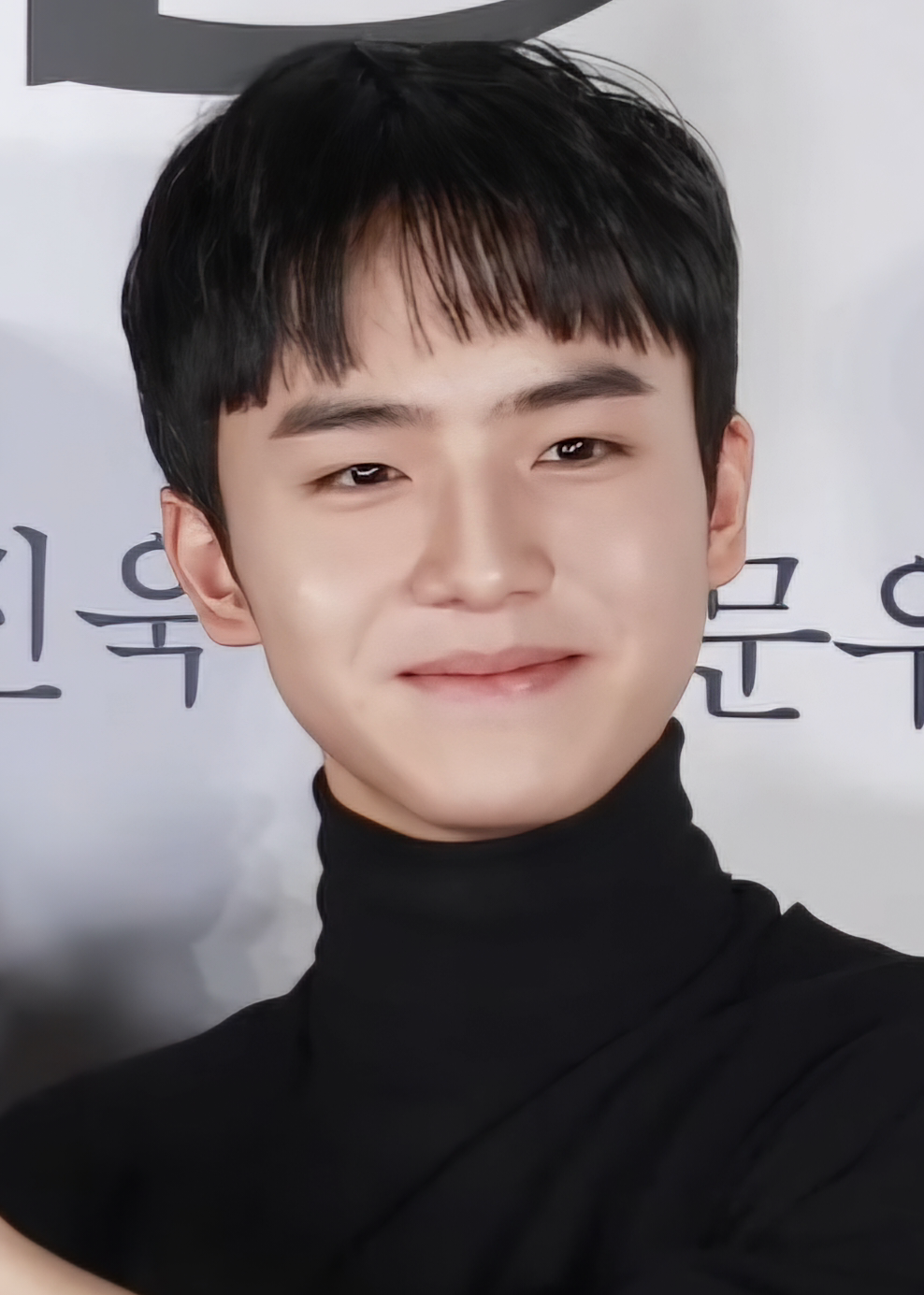
Мун У Джин, 2024 год

В ноябре 2024 года стало известно, что фильм «Чёрные монахини», главные роли в котором играют Сон Хегё, Чон Ёбин, Ли Джин Ук и другие, выйдет 24 января 2025 года и также был выпущен новый постер. Мун У Джин исполнит роль Хи Джуна, мальчика, одержимого могущественным злым духом. Он испытывает необъяснимую боль и прошел множество лечебных процедур, но симптомы сохраняются, оставляя его истощенным и на грани отчаяния. Несмотря на страдания, Хи Джун по-прежнему стремится к жизни и главные героини не сдаются, чтобы спасти его. Мун У Джин получил похвалу режиссёра, а также по словам самого актёра, он посещал занятия по латыни, чтобы его реплики звучали естественно. За эту роль он был номинирован на престижную премию «Пэксан» в категории «Лучший новый актёр – кино».
В 2025 году он исполнил свою первую роль злодея в карьере, сыграв жестокого серийного убийцу в оригинальном сериале Disney+ «Без маски».

## Другая деятельность

### Посол
Мун был назначен послом по связям с общественностью города Инчхон. В сентябре 2021 года он участвовал в конкурсе «Save the Heart», выступая в качестве публичного модели в рамках кампании «Давайте поделимся нашими сердцами».

## Фильмография

### Кино
| Год  | Название                    | Роль      | Примечания             | Ист.   |
| ---- | --------------------------- | --------- | ---------------------- | ------ |
| 2020 | Поезд в Пусан 2: Полуостров | Дон Хван  |                        |        |
| 2022 | ЛунныйПаркДжихо             | Джихо     | Короткометражный фильм | [ 12 ] |
| 2023 | Куда бы Вы хотели поехать?  | Пак Хэсу  |                        | [ 13 ] |
| 2024 | Угон самолёта 1971          | Ли Ханбон |                        | [ 14 ] |
| 2025 | Чёрные монахини             | Хиджун    |                        | [ 15 ] |

### Телевидение
| Год     | Название                             | Роль                   | Примечания          | Ист.          |
| ------- | ------------------------------------ | ---------------------- | ------------------- | ------------- |
| 2016    | Наша Кап Сун                         | экстра                 | Эпизоды 50, 53 и 55 | [ 3 ]         |
| 2016    | Человек, который дарит счастье       | молодой Ли Гону        |                     |               |
| 2017    | Подозрительный партнёр               | молодой Чжи Ынхёк      |                     | [ 16 ]        |
| 2017    | Женщина без имени                    | истеричный ребенок     |                     | [ 17 ]        |
| 2017    | Плохой вор, хороший вор              | молодой Чан Минджэ     |                     | [ 18 ]        |
| 2017    | Любовь короля                        | молодой Чхунсон        |                     | [ 16 ]        |
| 2017    | Зарабатывая имя                      | молодой Хо Им          |                     | [ 19 ]        |
| 2017–18 | Свидание на кухне                    | молодой Ли Совон       |                     | [ 20 ]        |
| 2017–18 | Сомнительная победа                  | Хан Ган                |                     | [ 21 ]        |
| 2018    | Мой муж О Чжак Ду                    | молодой О Чжак Ду      |                     | [ 22 ]        |
| 2018    | Подойди и обними меня                | молодой Чхэ До Чжин    |                     | [ 23 ]        |
| 2018    | Пока не поздно                       | молодой Ли Доха        |                     | [ 23 ]        |
| 2018    | Что случилось с секретарём Ким       | молодой Ли Ён Чжун     |                     | [ 24 ]        |
| 2018    | Жизнь на Марсе                       | Кёнхо                  | 6 эпизод            | [ 20 ] [ 23 ] |
| 2018    | Красотка из Каннама                  | молодой До Кенсок      |                     | [ 25 ]        |
| 2018    | Красота внутри                       | Хан Сеге               | 8, 9 эпизоды        | [ 25 ]        |
| 2018–19 | Скандал в Каннаме                    | молодой Хон Сехён      |                     | [ 25 ]        |
| 2019    | Вспыльчивый священник                | молодой Ким Хэиль      |                     | [ 25 ]        |
| 2019    | Убей                                 | молодой Ким Сухён      |                     | [ 25 ]        |
| 2019    | Хроники Асдаля                       | молодой Та Гон         |                     | [ 25 ]        |
| 2019    | Наблюдатель                          | молодой Ким Ёнгун      |                     | [ 25 ]        |
| 2019    | Бродяга                              | Чха Хун                | 1, 7, 9 эпизоды     | [ 25 ]        |
| 2019    | Моя страна                           | молодой Со Хви         |                     | [ 25 ]        |
| 2020    | После первого брака                  | Ким Джихун             |                     | [ 26 ]        |
| 2020    | Король: Вечный монарх                | молодой Кан Шинчжэ     |                     | [ 25 ]        |
| 2020    | Псих, но всё в порядке               | молодой Мун Гантхэ     |                     | [ 25 ]        |
| 2020    | Элис                                 | молодой Пак Чжингём    | 1, 7 эпизоды        | [ 25 ]        |
| 2021    | Чосонский экзорцист                  | Наследный принц Каннён | 2-й эпизод          | [ 27 ]        |
| 2021    | Дьявольский судья                    | молодой Кан Ёхан       |                     | [ 28 ]        |
| 2021    | Школа 2021                           | молодой Гон Кичжун     |                     | [ 29 ]        |
| 2022    | Поцелуй шестого чувства              | молодой Чха Минху      |                     | [ 30 ]        |
| 2023    | О! Ён-щим                            | Кан Учан               | 2-й эпизод          |               |
| 2023    | Дива с необитаемого острова          | Чон Кихо               |                     | [ 31 ]        |
| 2023    | Drama Special — Собачьи дни лета     | Ким Ичжун              | 14 сезон, 5 эпизод  | [ 32 ]        |
| 2024    | Нетипичная семья                     | Хан Чону               |                     | [ 33 ]        |
| 2024    | Моей Хэри                            | молодой Чжон Хено      |                     |               |
| 2024    | Вспыльчивый священник 2              | Ли Санён               |                     | [ 34 ]        |
| 2025    | Без маски                            | Сон Чжунён             | 2-й и 3-й эпизоды   |               |
| 2025    | Этот парень — чёрный огненный дракон | молодой Пан Чжуён      |                     | [ 35 ]        |
| 2025    | Когда жизнь даёт тебе мандарины      | Гвансик (подросток)    |                     |               |

## Награды и номинации
| Награда          | Год  | Категория                 | Работа                  | Результат | Ист.          |
| ---------------- | ---- | ------------------------- | ----------------------- | --------- | ------------- |
| Премия «Пэксан»  | 2025 | Лучший новый актёр — кино | Чёрные монахини         | Номинация | [ 36 ]        |
| KBS Drama Awards | 2020 | Лучший молодой актёр      | После первого брака     | Победа    | [ 37 ]        |
| KBS Drama Awards | 2023 | Лучший молодой актёр      | Собачьи дни лета        | Победа    | [ 38 ]        |
| SBS Drama Awards | 2019 | Лучший молодой актёр      | Бродяга                 | Номинация | [ 39 ] [ 40 ] |
| SBS Drama Awards | 2024 | Лучший молодой актёр      | Вспыльчивый священник 2 | Победа    | [ 41 ]        |

## Внешние ссылки
- Мун У Джин на сайте Instagram